# Federico Stefani
Federico Stefani (de Steffani) (Cittadella, 6 agosto 1827 – Venezia, 2 aprile 1897) è stato uno storico, archivista e patriota italiano.

## Biografia
Studiò all'Università di Padova. Nel 1848 con due fratelli si arruolò per combattere nella guerra d'indipendenza e partecipò alla difesa di Venezia. Dopo la guerra si dedicò agli studi storici.
Si trasferì per un periodo in Francia e, con decreto 8 marzo 1858, Napoleone III di Francia lo incaricò di ricercare le origini italiane della famiglia Bonaparte. 
Nel 1859 pubblicò le proprie ricerche come cavaliere (chev. Frédéric de Stefani).
Dopo la morte di Pompeo Litta Biumi nel 1852, collaborò con Luigi Passerini Orsini de' Rilli e Federico Odorici alla prosecuzione della Famiglie celebri italiane fino al 1873.
Dal 1879 collaborò alla pubblicazione dei Diari di Marin Sanudo il Giovane.
Fu presidente della Deputazione di Storia Patria delle Venezie e nel 1889 fu chiamato come direttore dell'Archivio di Stato di Venezia, dopo la morte di Bartolomeo Cecchetti.

## Opere
- F. Stefani, Le antichità dei Bonaparte con uno studio storico sulla Marca trivigiana, Venezia, 1857.
- F. Stefani, Sur les origines des Bonaparte, 1859.
- I diarii di Marino Sanuto, pubblicato per cura di Federico Stefani, vol. 1, 1879.
- I diarii di Marino Sanuto, pubblicato per cura di Federico Stefani, vol. 5, 1881.
- I diarii di Marino Sanuto, pubblicato per cura di Federico Stefani, vol. 9, 1883.